# Wurm (Rur)
Die Wurm (niederl. Worm) ist ein 53 Kilometer langer Nebenfluss der Rur in der Euregio Maas-Rhein.

## Name
Der Name erscheint erstmals im Jahr 830 als Vurmius. Er wird dabei als Ableitung des Wortes warm erklärt, der sich auf die Thermalquellen bezieht, aus denen sich die Wurm teilweise speist (siehe auch Herleitung des Städtenamens von Würselen).
Eine weitere Erklärungsmöglichkeit ist eine alteuropäische Bildung mit m-Suffix zu indogermanisch *uer-, *our- mit der Bedeutung „Wasser, Regen, Fluss“.

## Geographie

### Verlauf
Die Wurm entspringt dem Quellhorizont am Fuße des Düsbergkopfes, einer Erhebung im Aachener Wald, südlich von Aachen, nahe der B 57 bei Steinebrück (Diepenbenden), und fließt in Richtung Norden ins Aachener Becken. Von ihren Quellen auf zirka 260–280 m ü. NN verläuft die Wurm mit einer durchschnittlichen Durchflussmenge von 1,4 m³/s hinunter zur Rur, in die sie nach 53 Kilometern bei Heinsberg-Kempen auf einer Höhe von nur noch 32 m über NN mündet. Die Wassertiefe beträgt dort etwa einen Meter und die Breite etwa acht Meter. Das oberirdische Einzugsgebiet beträgt rund 354 Quadratkilometer. Zuständig für die Wurm ist der Wasserverband Eifel-Rur (WVER).

#### Aachener Becken
Die Wurm entspringt am Nordabhang des südlich von Aachen gelegenen Aachener Waldes auf Aachener Stadtgebiet bei Steinebrück (Diepenbenden) und fließt in Richtung Norden, hinab ins Aachener Becken. Am nördlichen Ende der Soers verlässt die Wurm als einziger Abfluss das Aachener Becken. Der Aachener Wald ist eine Höhenstufe im Übergangsbereich von der Norddeutschen Tiefebene (Kölner Bucht) zum Rheinischen Schiefergebirge (Eifel). Er bildet einen Teil einer Wasserscheide; an seinem Südhang entspringende Gewässer fließen über die Göhl direkt westlich zur Maas, während die am Nordhang entspringenden Gewässer über Wurm und Rur nördlich zur Maas fließen.
Im Stadtgebiet von Aachen sind über 20 Thermalwasserquellen mit einer Austrittstemperatur von über 50 °C bekannt, in Burtscheid bis zu 74 °C. Bereits in römischer Zeit wurde ein Teil des Bachwassers der Wurm oberhalb des Quellgebietes der Burtscheider Thermalquellen kanalisiert (Kalter Bach) und an den Thermalquellen vorbei geleitet, um die Frischwasserversorgung der Ansiedelung im Aachener Kessel zu gewährleisten. Der natürliche Bachlauf nahm im tiefsten Teil des Burtscheider Tales die Abwässer der Thermalquellen auf und wurde als Warmer Bach bezeichnet. In späteren Zeiten war das kalte Wurmwasser äußerst wichtig für die Aachener und Burtscheider Tuchfabrikation, die viel weiches Wasser benötigte. Dieses Wasser konnte nur aus Bächen entnommen werden, die nicht mit Thermalwasser „verunreinigt“ waren, da dieses aufgrund des hohen Gehalts an Mineralien und Carbonaten zu hart und für einige Arbeitsschritte unbrauchbar war. Im Stadtarchiv Aachen existieren viele historische Dokumente, mit denen die Wassergerechtsame an der Wurm und anderen Bächen geregelt wurden, wobei die Tuchfabrikanten den Löwenanteil erhielten. Der Kalte und der Warme Bach vereinigen sich erst unterhalb der nordöstlichsten Burtscheider Quellenaustritte im Frankenberger Viertel.
Noch im Bereich des Aachener Beckens nimmt die Wurm die Mehrzahl der anderen Aachener Bäche auf, darunter den Beverbach, den Gillesbach, den Kupferbach, den Predigerbach, den Goldbach und den Paubach (alle südlich und östlich des Aachener Stadtzentrums einmündend) sowie den Kannegießerbach, den Johannisbach und den Haarbach. Damit ist die Wurm der Vorfluter des Aachener Beckens und der natürliche Ablauf der im Aachener Becken zusammenfließenden kalten und warmen Bäche.
Seit Mitte des 18. Jahrhunderts wurde die Wurm unter Aachen kanalisiert. Im heutigen Aachener Stadtgebiet befinden sich Teile der Wurm nur noch nahe der Quelle und südlich des Ortsteils Haaren, etwa ab dem Europaplatz an der Erdoberfläche. Im Übrigen verläuft der Bach von Burtscheid kommend, wo er bereits unterirdisch verläuft, etwa entlang von Bachstraße, Brabantstraße, Kongressstraße, Aretzstraße und Talstraße zum Europaplatz. Nördlich des Europaplatzes tritt die Wurm wieder zutage, passiert Gut Kalkofen, Haaren und die Soers und erreicht dort das Wurmtal. Kurz bevor sie das Aachener Stadtgebiet verlässt, haben 2009–2010 umfangreiche Renaturierungsmaßnahmen stattgefunden. Das Wurmtal ist ein Kerbsohlental, das sich mit teilweise sehr steilen Hängen in die nördlich von Aachen gelegenen Gebiete einschneidet. In diesem Bereich hat die Wurm viele Mäander, insbesondere im Wurmtal zwischen Würselen und Herzogenrath.

Wurm im Aachener Becken um 1569
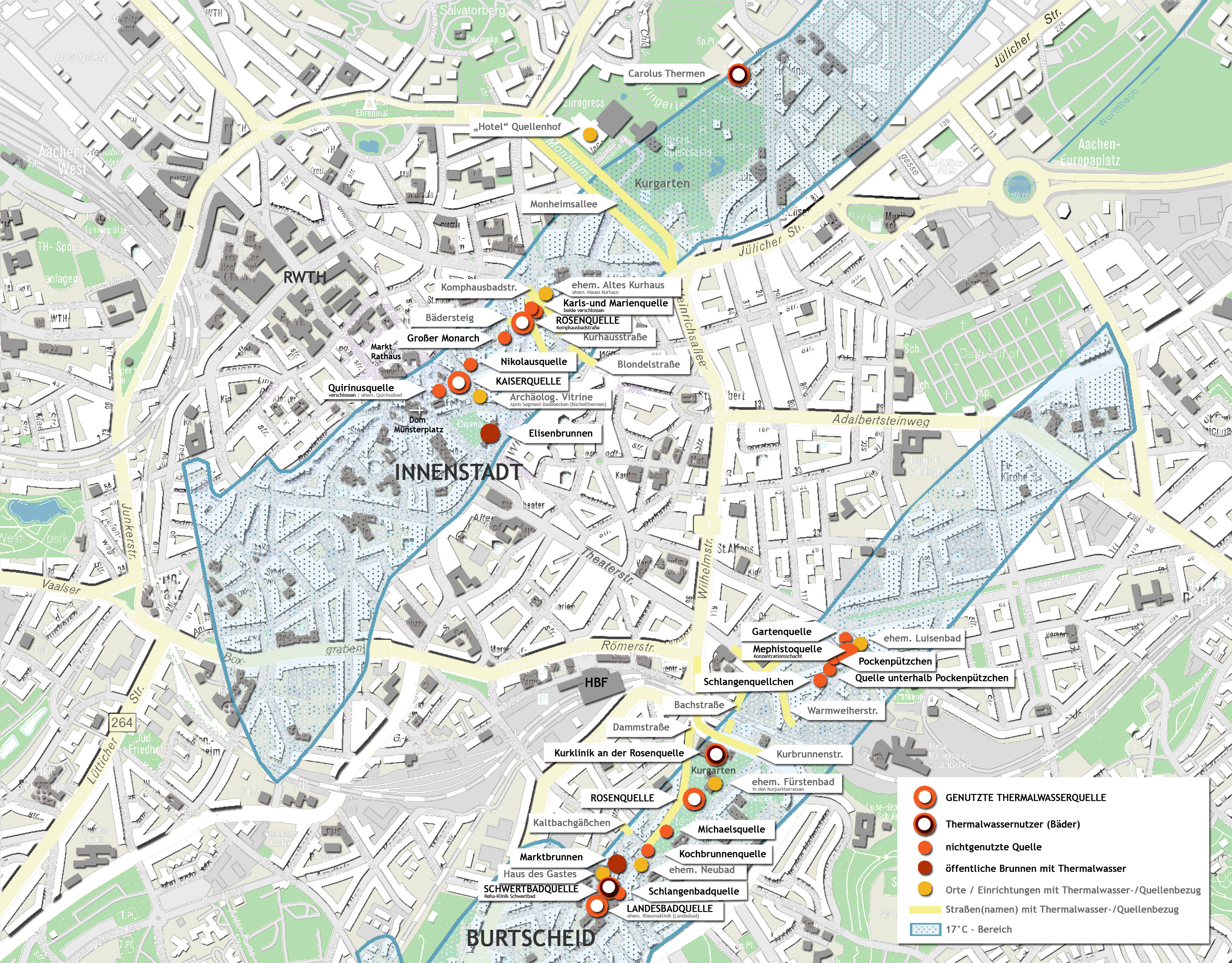
Übersichtskarte der Aachener und Burtscheider Thermalquellen
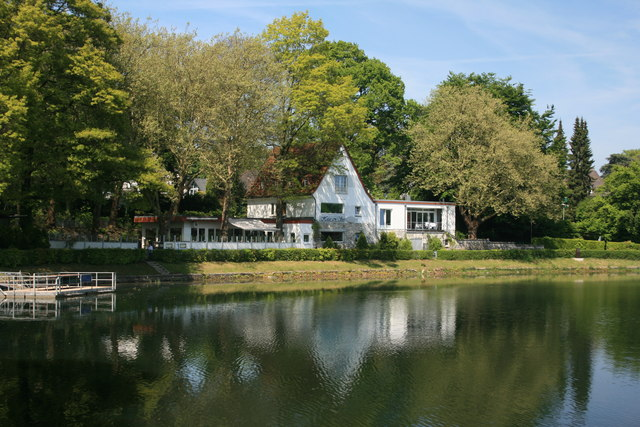
Wurm-Stauanlage Diepenbenden
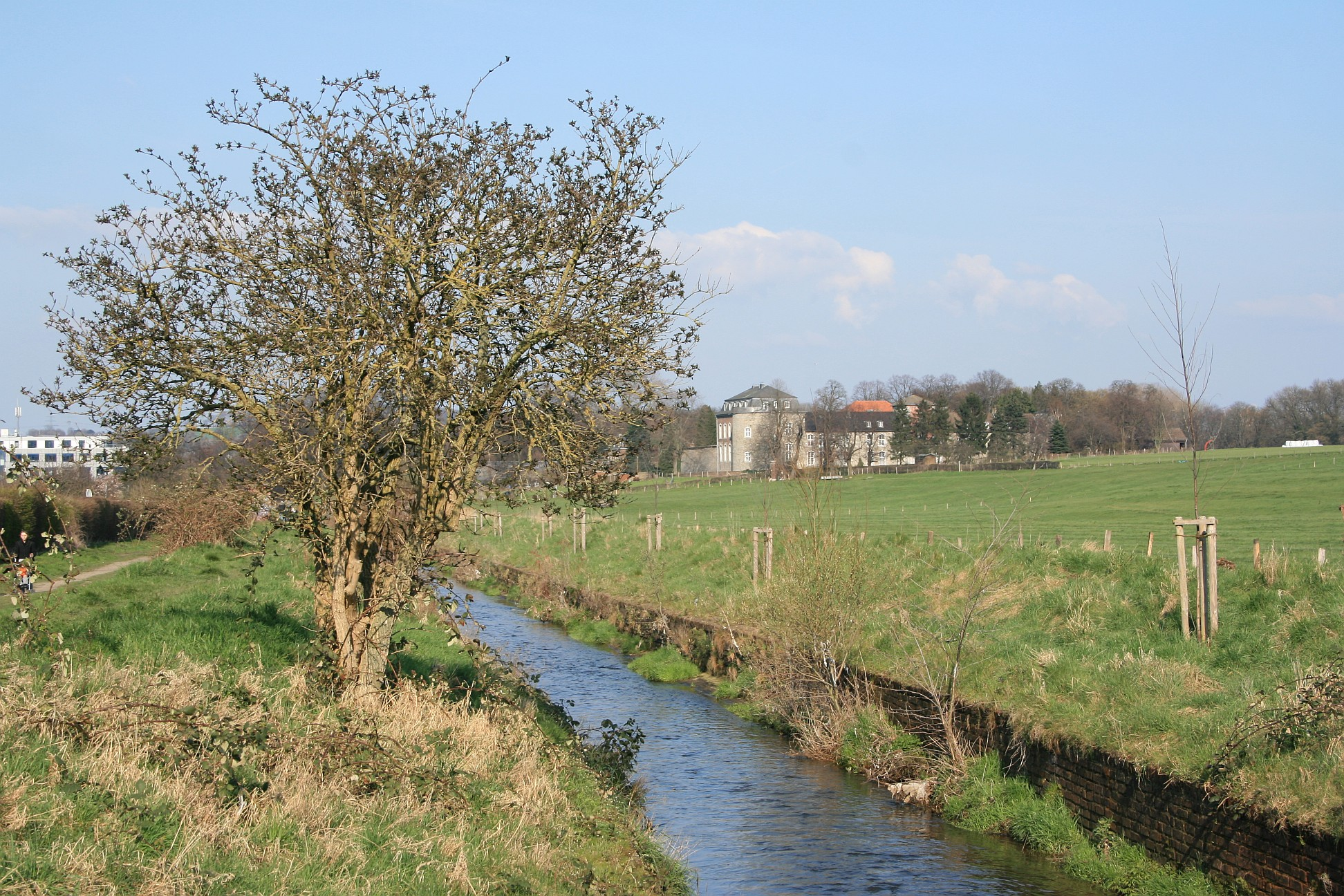
Wurm bei Gut Kalkofen

#### Naturschutzgebiet Wurmtal

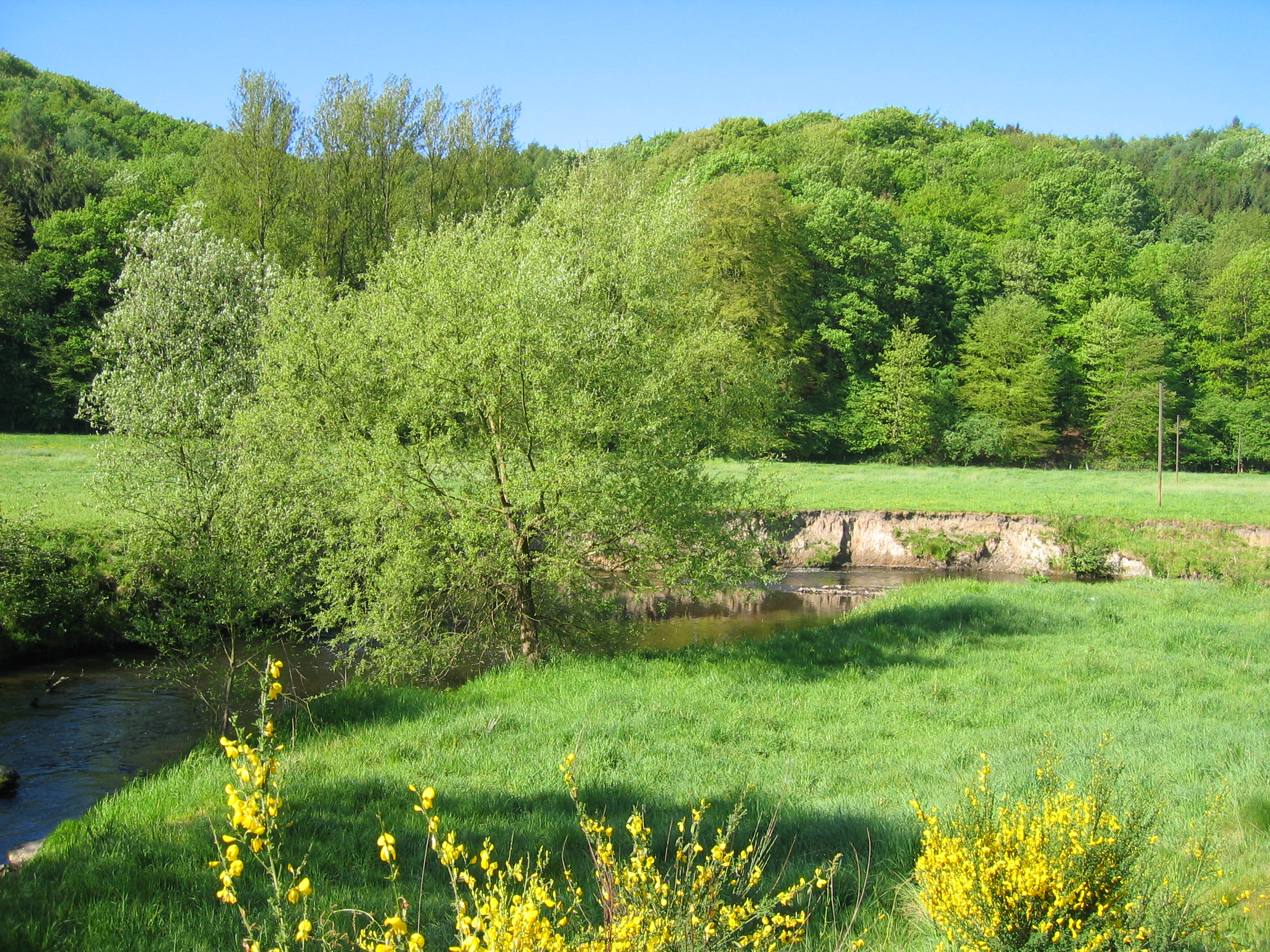
Mäandrierende Wurm bei Kohlscheid

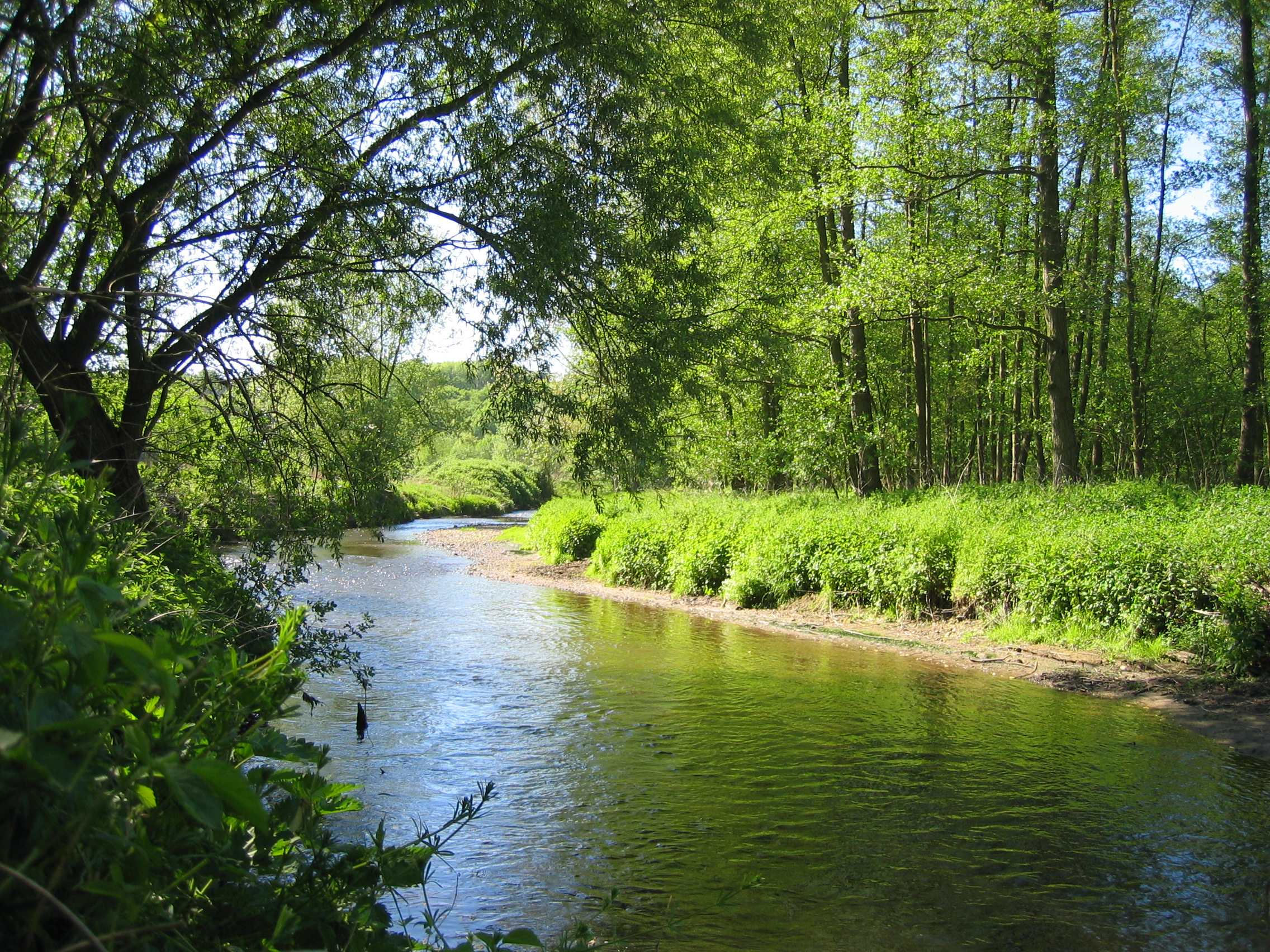
Wurm bei Herzogenrath

Auf dem Gebiet der Städte Würselen und Herzogenrath liegt zu beiden Seiten der Wurm das auch als Naherholungsgebiet genutzte Naturschutzgebiet Wurmtal, das geografisch in die zwei Einzelgebiete „Wurmtal südlich Herzogenrath, einschließlich Meisbach“ und „Wurmtal nördlich Herzogenrath“ unterteilt ist. Südlich der Stadt Herzogenrath ist es ca. 445 Hektar groß und wird in weiten Teilen von frei schwingenden Flussmäandern der Wurm in der offenen, vielfach landwirtschaftlich genutzten Talaue geprägt. Im Bereich von Würselen liegen am östlichen Rand des Wurmtals die ökologisch wertvolle Weiße Halde (Kalkrückstände der Soda-Industrie) sowie die auf Steinkohlenbergbau zurückgehende Schwarze Halde mit interessanter Trockenflora. In Würselen-Morsbach findet sich das Stollenmundloch der ehemaligen Grube Gouley (Steinkohle), das in die Wurm entwässert. Bereits 1989 wurde das Wurmtal als Naturschutzgebiet ausgewiesen. Das Naturschutzgebiet Wurmtal nördlich von Herzogenrath ist nur etwa 19 Hektar groß. Die Wurm fließt dort als unverbauter Tieflandfluss in einem Silberweiden-Aubruchwald. Dort sind auch entsprechende Hinweistafeln (Naturlehrpfad) mit vielen Informationen zur Wurm und der von ihr beeinflussten Naturlandschaft zu entdecken.
Der unverbaute Talraum der Wurm ist teilweise nur wenige hundert Meter breit, und die Bebauung der Siedlungen reicht oftmals bis unmittelbar an die häufig bewaldeten Hänge heran. Die Wurm mit ihren krautreichen Uferlinien weist durch viele Steiluferabbrüche und Anlandungen einen ökologisch bedeutsamen Strukturreichtum auf. Überhängende Abbruchkanten und breite, mit Kies und Geröll überdeckte Anlandungen kennzeichnen den Verlauf der Wurm.
Wegen der von den Kies- und Sandanlandungen der Wurm geprägten kleinräumigen Ökosysteme wirkt das Gewässer besonders anziehend auf bestimmte, teils seltene Vogelarten wie beispielsweise den Flussuferläufer, den Waldwasserläufer, die Bekassine sowie den Wasserpieper. In den Uferabbruchkanten der Wurm findet auch der seltene Eisvogel, der als Brutvogel im Wurmtal und im Amstelbachtal vorkommt, ideale Nistmöglichkeiten. Als stark gegliederter Naturraum hebt sich das Wurmtal deutlich von der umgebenden, ausgeräumten Bördelandschaft mit hoher Siedlungsdichte ab und ist deshalb von überregionaler Bedeutung für Durchzügler und überwinternde Vögel sowie als Lebensraum für eine Vielzahl teils seltener, teils bedrohter Tier- und Pflanzenarten.
Per Beschluss der nordrhein-westfälischen Landesregierung wurde das Wurmtal von Herzogenrath an flussaufwärts im Juni 1998 und flussabwärts von Herzogenrath im Jahr 2000 der Kommission der Europäischen Union als Fauna-Flora-Habitat (FFH)-Gebiet gemeldet. Dadurch werden die Naturlandschaft und die darin enthaltenen kleinräumigen Ökosysteme geschützt.
Flussabwärts bzw. nördlich von Herzogenrath öffnet sich das Wurmtal allmählich, die Talhänge werden zunehmend flacher und der Höhenunterschied zum Umland nimmt deutlich ab.

#### Verlauf im Kreis Heinsberg
Die Wurm verlässt zwischen Herzogenrath und Übach-Palenberg als Grenzfluss vorübergehend deutsches Hoheitsgebiet. Bei Rimburg endet dieses „Intermezzo“ und die Wurm fließt weiter an Marienberg und Frelenberg vorbei nach Geilenkirchen. Anschließend passiert sie Randerath und erreicht schließlich bald darauf das Rurtal sowie das Stadtgebiet von Heinsberg. Hinter dem Ortsteil Kempen mündet die Wurm schließlich nach etwa 57 Kilometern in die Rur.

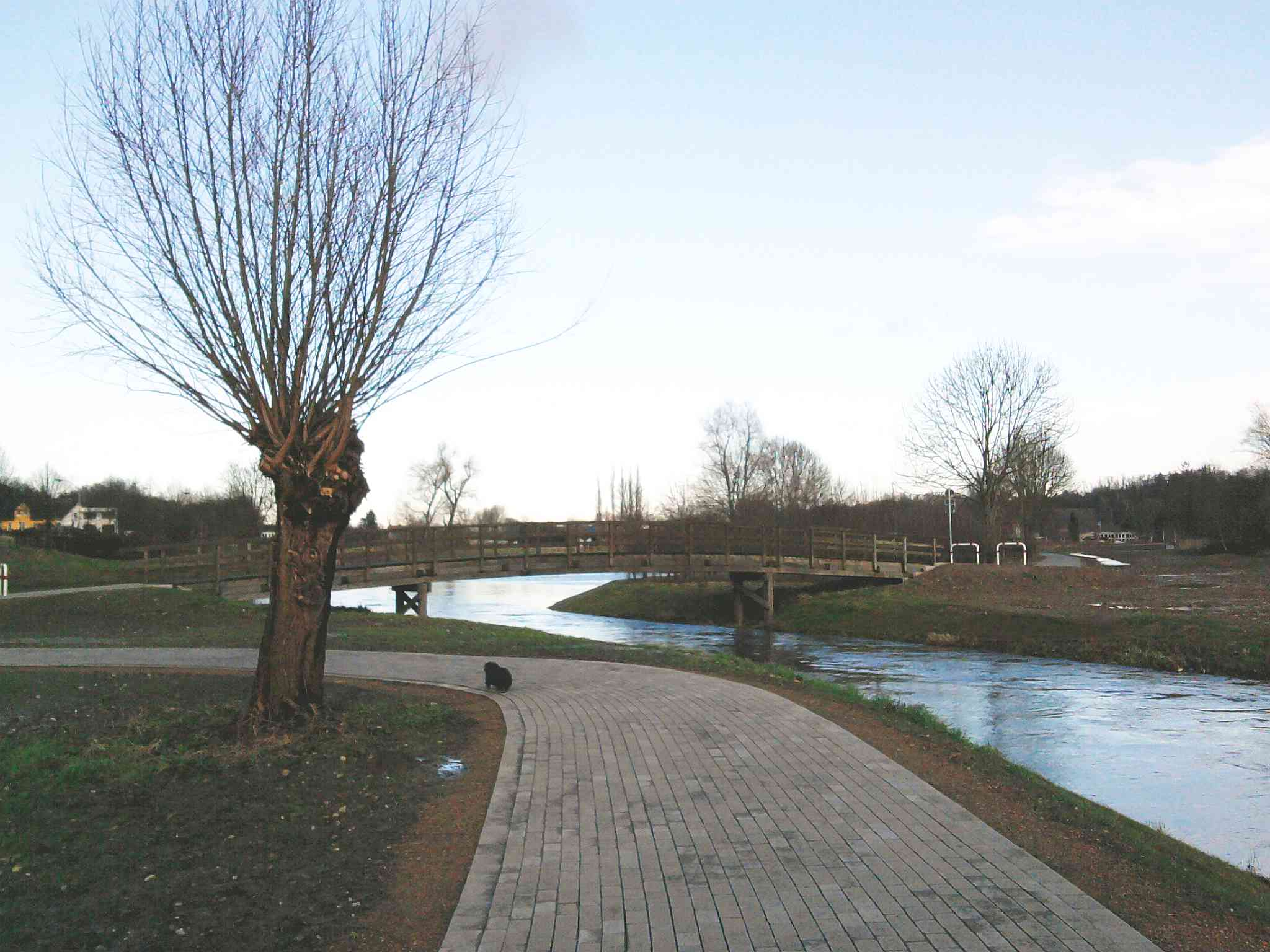
Hochwasser-Entlastungsflächen bei Übach-Palenberg
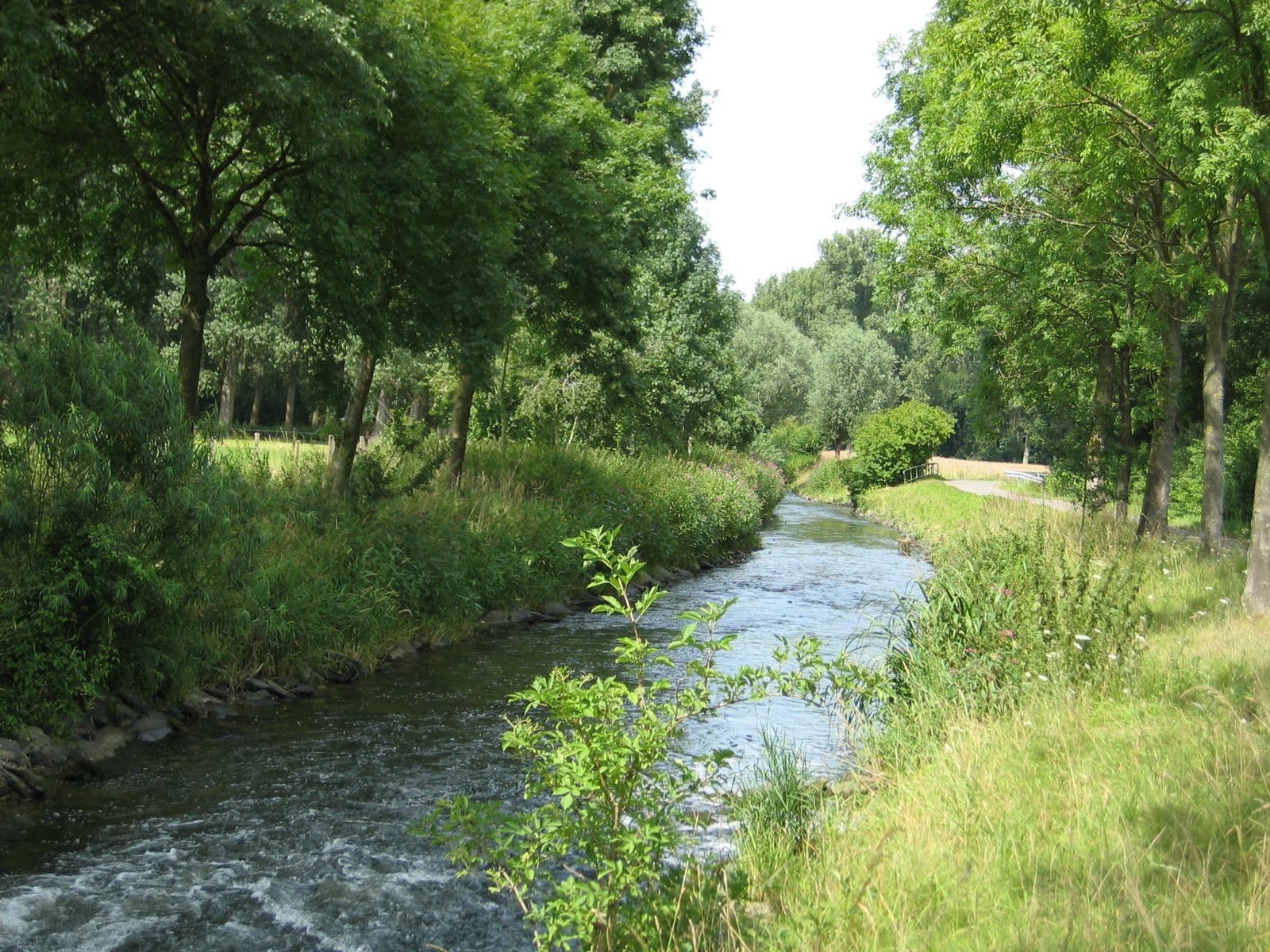
Beeckmündung bei Honsdorf
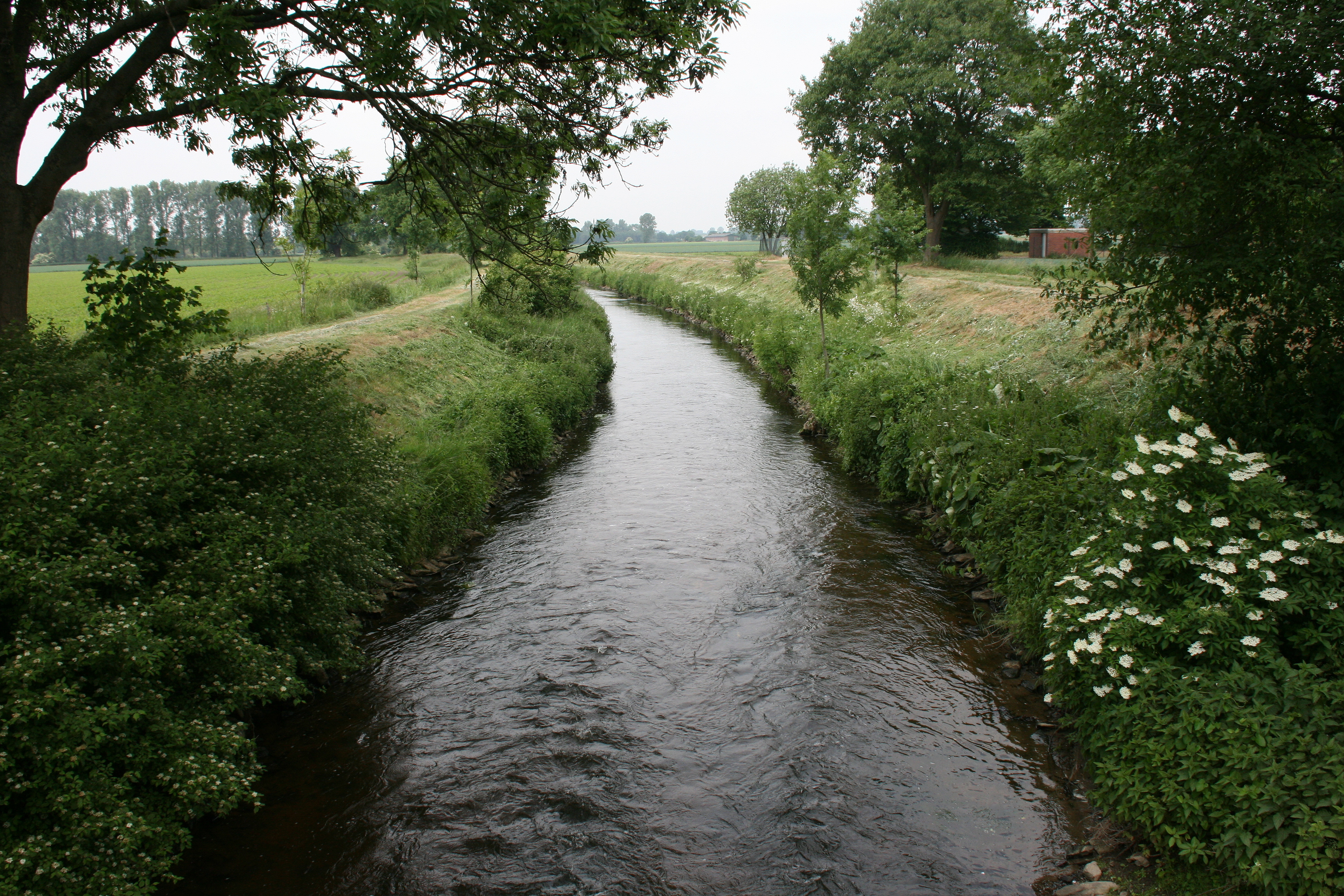
Wurm bei Heinsberg
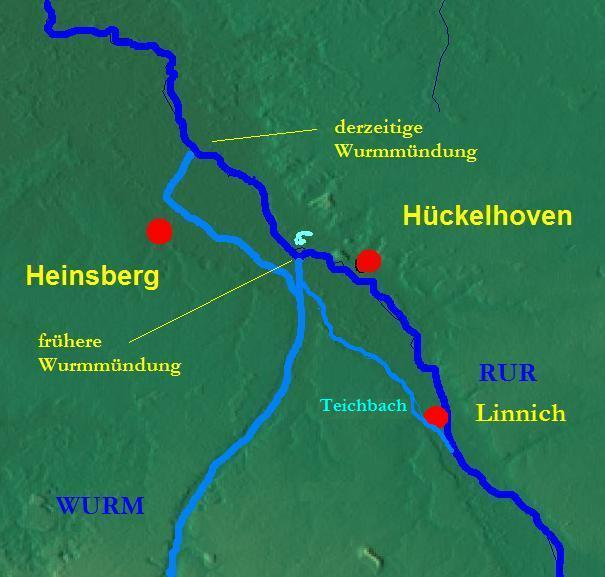
Frühere Wurmmündung
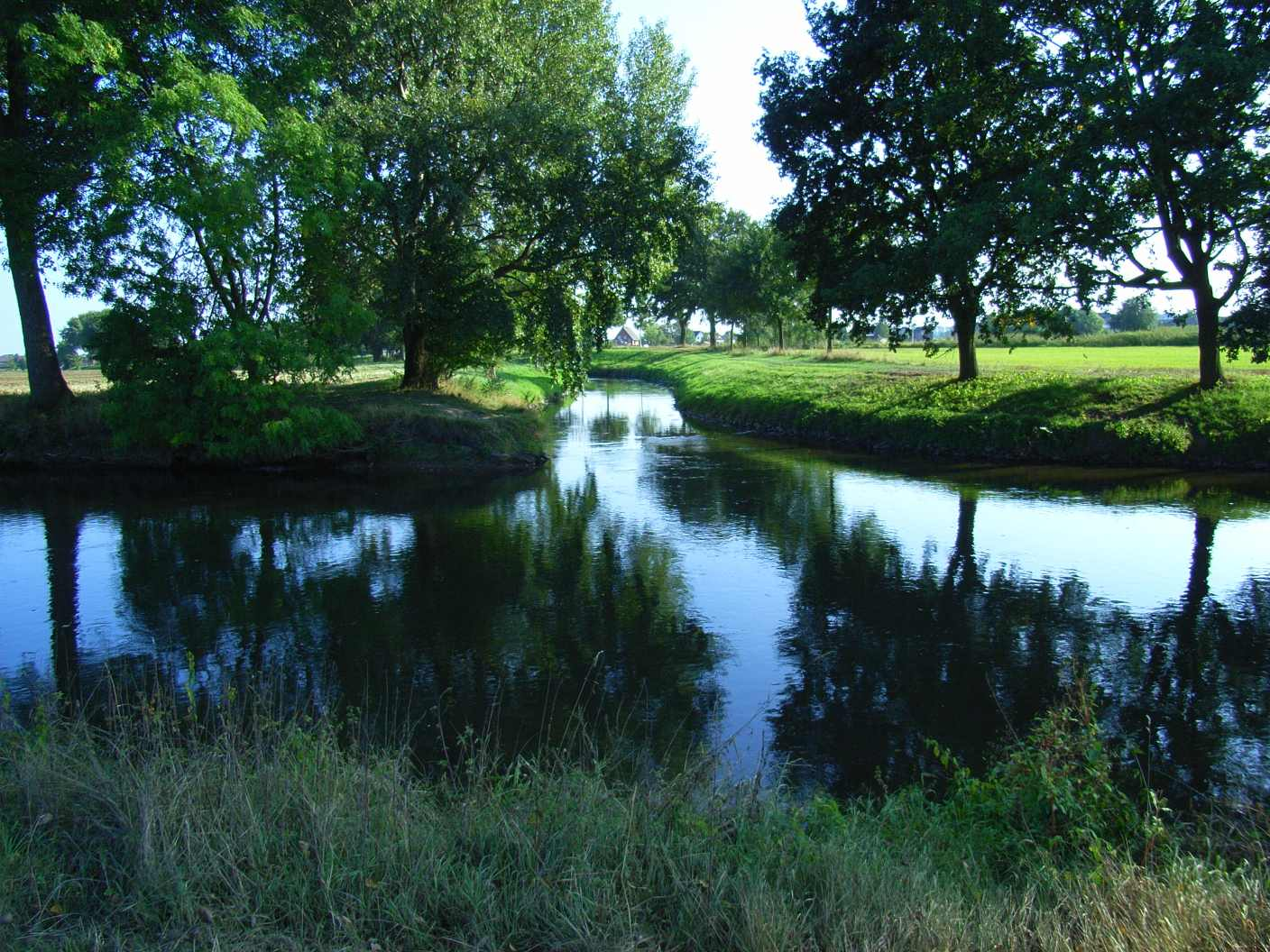
Heutige Wurmmündung in die Rur

### Zuflüsse
Nach Verlassen des Aachener Beckens bis zu ihrer Mündung in die Rur nimmt die Wurm das Wasser folgender Bäche auf:
| Stat. in km | Name                   | GKZ       | Lage   | Länge in km | EZG in km² | Mündung                                                                            |
| ----------- | ---------------------- | --------- | ------ | ----------- | ---------- | ---------------------------------------------------------------------------------- |
| 055,9150    | Wurm (Arm Luttitz)     | 2828 112  | links0 | 001,0020    | 0000,9980  | Stauanlage Aachen-Diepenbenden                                                     |
| 056,0150    | Wurmarm SO             | 2828 1192 | links0 | 000,3370    | ?          | Stauanlage Aachen-Diepenbenden                                                     |
| 056,0610    | N.N.                   | 282811932 | links0 | 000,0470    | ?          | Stauanlage Aachen-Diepenbenden                                                     |
| 055,4090    | Kupferbach             | 2828 12   | rechts | 002,1460    | 0002,8460  | Kreuzung II.-Rote-Haag-Weg – Eupener Straße, Aachen-Steinebrück (verrohrt)         |
| 054,3450    | Goldbach               | 2828 14   | links0 | 001,2180    | 0002,0420  | Kreuzung Prinz-Eugen-Straße – Malmedyer Straße in Aachen-Burtscheid (verrohrt)     |
| 052,3980    | Gillesbach             | 2828 152  | rechts | 003,6380    | ?          | Brabantstraße – Ecke Oppenhoffallee im Aachener Frankenberger Viertel (verrohrt)   |
| 052,1630    | Beverbach              | 2828 16   | rechts | 009,0450    | 0012,3340  | Kreuzung Brabantstraße – Luisenstraße im Aachener Frankenberger Viertel (verrohrt) |
| 051,3350    | Paubach                | 2828 18   | links0 | 004,1460    | 0009,9270  | Rehmplatz Aachen (verrohrt)                                                        |
| 049,3080    | Hüttenbach             | 2828 194  | rechts | 002,5990    | ?          | nordöstlich von Gut Kalkofen (verrohrt)                                            |
| 048,4170    | Haarbach               | 2828 2    | rechts | 009,4880    | 0015,990   | Tuchmacherweg Haaren                                                               |
| 047,5540    | Rethelsiefen           | 2828 3122 | rechts | 000,9580    | ?          | ? (verrohrt)                                                                       |
| 047,4830    | Talbotbach             | 2828 3124 | links0 | 000,4830    | ?          | ? (verrohrt)                                                                       |
| 046,4180    | Wildbach               | 2828 32   | links0 | 005,3120    | 0019,6740  | vor Kläranlage Soers                                                               |
| 045,5350    | Meisbach               | 2828 34   | rechts | 001,5970    | 0002,6580  | Ausgang Kläranlage bei den Wolfsfurter Mühlen in Würselen                          |
| 045,2070    | Umfluter Wolfsfurth    | 2828 392  | links0 | 000,4620    | ?          | Wolfsfurter Mühlen                                                                 |
| 038,0380    | N.N.                   | 2828 396  | links0 | 001,2050    | ?          | ?                                                                                  |
| 035,6790    | Hundforterbenden       | 2828398   | links0 | 000,9320    | ?          | südlich Herzogenrath-Afden westlich von Further Straße                             |
| 034,9670    | Broicher Bach          | 2828 4    | rechts | 008,2520    | 0041,0910  | Herzogenrath Höhe Straße An der Wurm                                               |
| 030,8210    | Amstelbach             | 2828 6    | links0 | 013,8920    | 0044,5340  | Eygelshoven, Kerkrade, Höhe Nievelsteiner Steinfabrik                              |
| 026,3420    | Uebach                 | 2828 72   | rechts | 009,0610    | 0016,1170  | im Naherholungsgebiet von Übach-Palenberg-Marienberg                               |
| 015,6350    | Graben Zumdahl         | 2828 74   | links0 | 001,1380    | 0003,6140  | ?                                                                                  |
| 015,0110    | Leerodter Graben       | 2828 76   | links0 | 003,1880    | 0000,3320  | ?                                                                                  |
| 014,8940    | Beeckfließ             | 2828 8    | rechts | 013,2940    | 0057,5750  | Geilenkirchen-Flahstraß                                                            |
| 014,3860    | Nirmer Graben          | 2828 912  | links0 | 001,1780    | ?          | ?                                                                                  |
| 011,8190    | Horster Abschlaggraben | 2828 914  | links0 | 001,6890    | ?          | Heinsberg-Horst                                                                    |
| 009,0340    | Küppers Graben         | 2828 92   | links0 | 002,0810    | 0002,7950  | ?                                                                                  |
| 007,0440    | Kötteler Schar         | 2828 94   | links0 | 009,4980    | 0021,9680  | ?                                                                                  |
| 005,1550    | Wurm (Seitenarm)       | 2828 952  | rechts | 001,0820    | ?          | ?                                                                                  |
| 003,9210    | Vongenlaaker Bach      | 2828 96   | links0 | 002,1080    | 0001,5010  | ?                                                                                  |
| 001,2970    | A + B Graben 1         | 2828 98   | rechts | 001,7910    | 0003,8230  | ?                                                                                  |

### Einleitungen
Der Linnicher Mühlenteich (in Karten auch Teichbach, ab der Verbindungsstelle zur Wurm auch als Erlenbach bezeichnet) hat bei Hückelhoven-Hilfarth zur Hochwasserentlastung eine Verbindung zur Wurm für eine temporäre Wasserabgabe in die Wurm bzw. umgekehrt, je nach Wasserstand. Der Linnicher Mühlenteich mündet dann wenig später (in Karten als Erlenbach) in die Rur.
Außerdem sind zahlreiche Einleitungen von in Kläranlagen gereinigten Abwässern der beiderseits der Wurm gelegenen Siedlungen durchaus mitverantwortlich für bestimmte Strukturen. So erklärt sich etwa, dass trotz der im Wesentlichen stabilen Niederschläge im Raum Aachen das Wurmtal vor allem im späteren 20. Jahrhundert deutliche Anzeichen einer verstärkten Tiefenerosion aufwies. Dies lässt sich an Ort und Stelle nur durch eine vermehrte Wasserführung erklären, jedoch nicht als Folge erhöhter Niederschläge und daraus resultierender größerer Abflussmengen, da diese sich nicht wesentlich änderten. Das meiste Wasser, das im Raum Aachen genutzt wird, ist Talsperrenwasser aus der Eifel, das früher niemals in die Wurm gelangt wäre. Nun aber werden täglich zehntausende Kubikmeter verbraucht, geklärt und an verschiedenen Stellen, direkt oder indirekt über zulaufende Bäche der Wurm zugeführt. Insbesondere flussabwärts der Kläranlage in der Aachener Soers, welche der wohl bedeutendste Einleiter von geklärtem Abwasser in die Wurm ist, kann dies sehr gut beobachtet werden.

## Hydrographie

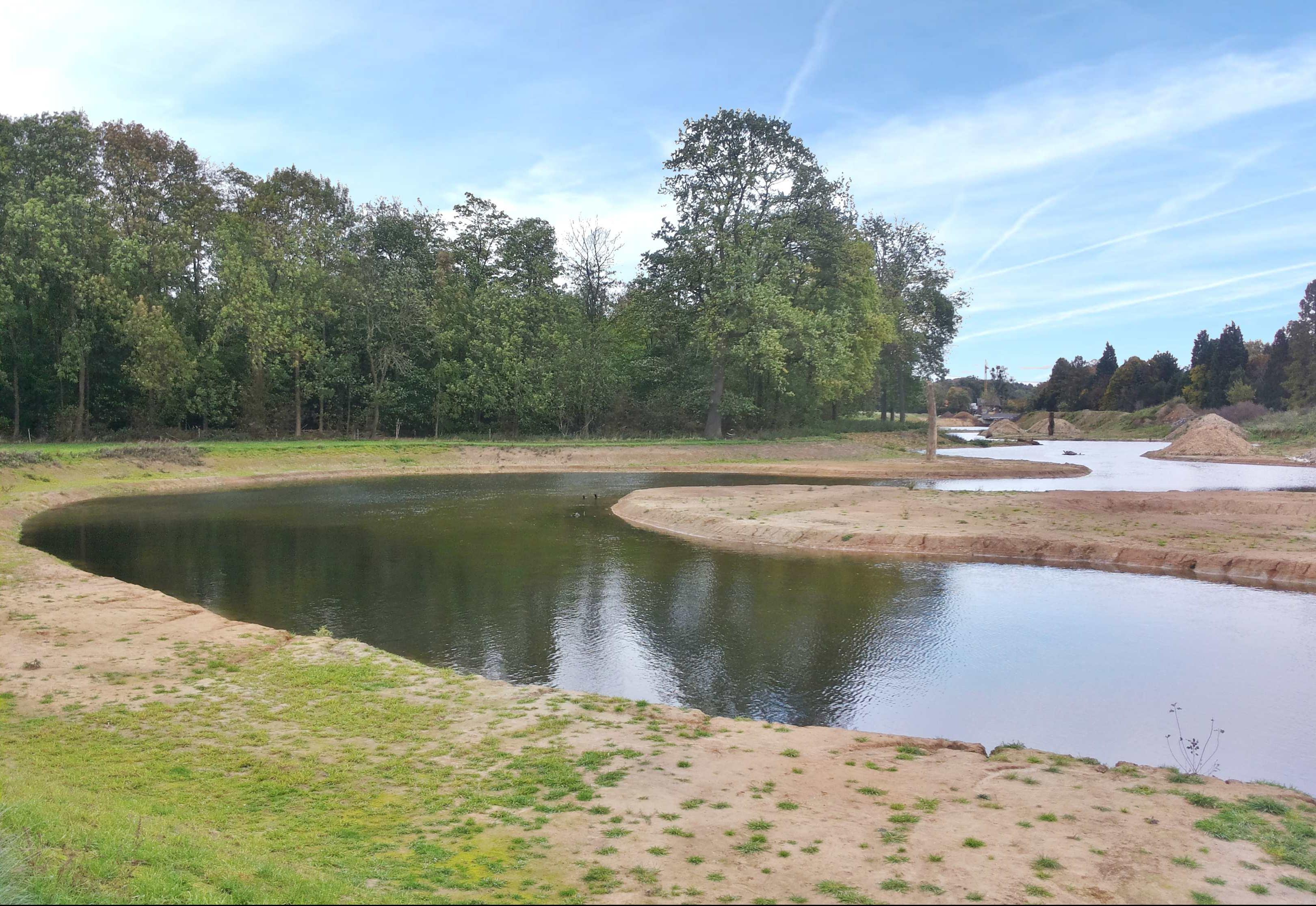
Wurmverlegung 2017 Geilenkirchen

Aachen liegt am Nordrand der Eifel, die Teil des Rheinischen Schiefergebirges ist. Bei in Mitteleuropa statistisch vorherrschenden westlichen Winden bedeutet dies, dass bei leicht überdurchschnittlichem Gesamtniederschlag allgemein genügend Niederschlag fällt, um die Wurm dauerhaft mit genügend Wasser zu speisen. Insbesondere bei Dauerregen und Gewittern, die durch nördliche oder nordwestliche Luftströmungen auf den Raum Aachen und damit die Mittelgebirgsschwelle prallen, können durch den Staueffekt besonders starke und anhaltende Niederschläge hervorgerufen werden. Diese fließen dann in der Masse über die Wurm ab und führten bzw. führen sowohl im Wurmtal nördlich von Aachen als auch am Unterlauf bei Geilenkirchen immer wieder zu Überschwemmungen. Man versuchte früher, diese Situation durch Flussbegradigung, Uferregulierung und Befestigungen zwischen Herzogenrath und der Einmündung in die Rur in Kempen zu beeinflussen. Die Hochwassersituation am Unterlauf wurde dadurch zwar zeitweilig verbessert, aber die Wurm ähnelte in der Folge in diesem Abschnitt jahrzehntelang einem Kanal. Um dies zumindest teilweise wieder rückgängig zu machen, ist die Wurm seit 2006 zwischen Übach-Palenberg und Geilenkirchen wieder in ein gewundenes, allerdings künstlich gegrabenes Bachbett renaturiert worden.
Die Wurm darf sich wieder mehr winden. So lautet eine Pressemeldung vom 25. Februar 2013 der Aachener Zeitung über die Renaturierung einer 400 m langen Strecke der Wurm im Bereich der Zweibrügger Mühle. Zwischen den Ortsteilen Palenberg und Zweibrücken befindet sich im Wurmtal beiderseits des Gewässers das Naherholungsgebiet Wurmtal. In diesem sind auch archäologische Spuren einer römerzeitlichen Besiedlung des Wurmtales offengelegt und zu besichtigen. Im Stadtzentrum von Geilenkirchen ist die Wurm, ähnlich wie in Aachen, über eine Strecke von rund 300 Metern vollständig überbaut. Im Oktober 2017 wurde ein weiterer Streckenabschnitt nahe bei Schloss Trips auf 840 m Länge renaturiert. Das alte, mäandernde Wurmbett wurde freigelegt und die kanalisierte Wurm abgebunden und zugeschüttet. Im Zuge der Maßnahme wurden auch zwei Rad- und Fußgängerbrücken erstellt.
An der Wurm werden in Herzogenrath und in Randerath zu Wasserstandsmessungen zwei Pegel betrieben. Am Pegel Herzogenrath liegt der Mittelwasserstand (MW) bei 66 cm. Der mittlere Hochwasserstand liegt bei 207 cm, Hochwassermeldestufe 3 bei 240 cm. Am 15. Juli 2021 erreichte das Hochwasser die 340-cm-Marke. Teile der Innenstadt wurden überspült. In Randerath ist der Mittelwasserstand (MW) 95 cm. Der mittlere Hochwasserstand (MHW) liegt bei 250 cm, am 15. Juli 2021 wurden etwa 320 cm erreicht.

## Wasserqualität

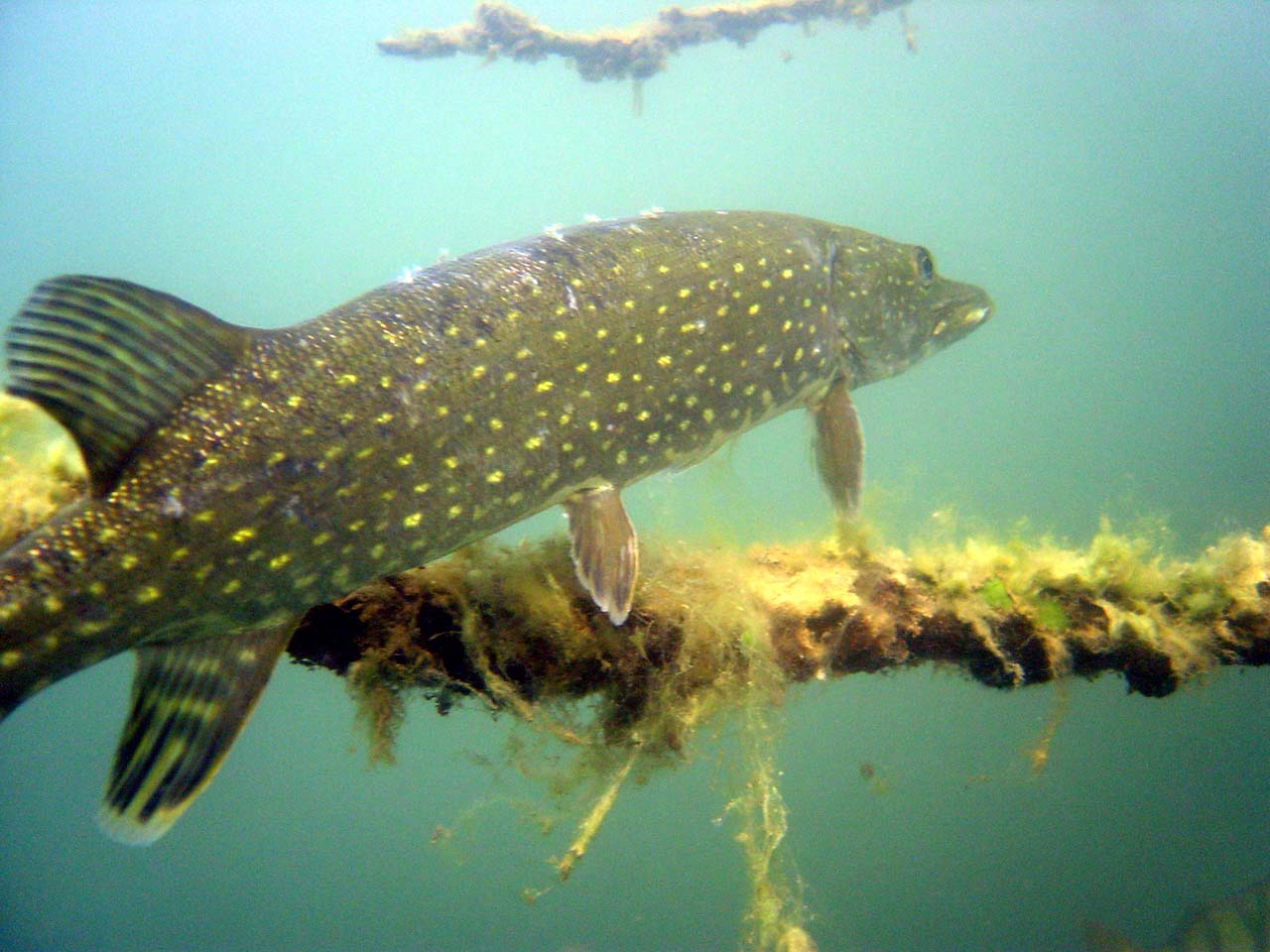
Hecht

Die Wurm transportierte die urbanen, lange Zeit ungeklärten Abwässer Aachens und weiterer niederländischer und deutscher Anliegergemeinden. Demzufolge war die Gewässergüte der Wurm lange äußerst schlecht. Ferner nahm die Wurm lange Zeit die Grubenwasser und teils auch das Abwasser der Kohlewäschen angrenzender Bergwerke im Wurmrevier sowie einiger niederländischer Bergwerke im Raum Kerkrade auf. Mündlich überliefert ist, dass die nach Überschwemmungen im Unterlauf zurückgebliebenen Schlämme in den Kriegs- und ersten Nachkriegsjahren von der Bevölkerung wegen ihres Kohlegehaltes gestochen und verfeuert wurden. In niederschlagsarmen Zeiten war die Wurm noch in den 1960er-Jahren im Unterlauf häufig schwarz und verursachte Geruchsbelästigungen. Die Einleitungen des Kohlebergbaus sind allerdings durch dessen Niedergang zum Erliegen gekommen, und die Abwässer der anliegenden Städte und Gemeinden werden zum allergrößten Teil vor der Einleitung in die Wurm geklärt. Insgesamt 15 deutsche und niederländische Abwasserreinigungsanlagen leiten ihr gereinigtes Abwasser in die Wurm ein. In Trockenzeiten besteht das Wurmwasser bis zu 90 Prozent aus gereinigtem Abwasser. Aufgrund der verbesserten Gewässerqualität sind in der Wurm gegenwärtig unter anderem wieder Hechte, Aale, Döbel und Barsche anzutreffen. Als Neozoon wurde auch der Goldfisch schon in der Wurm gesichtet.
Dennoch sind Wurm und Zuflüsse den unterschiedlichsten Umweltbelastungen ausgesetzt und der Zustand ist (Stand 2008) streckenweise nicht befriedigend. Zur landesweit einheitlichen Umsetzung der Europäischen Wasserrahmenrichtlinie (WRRL) wurde die Gewässerlandschaft in NRW auf der Grundlage der oberirdischen Einzugsgebiete in zwölf Teileinzugsgebiete gegliedert, die zu den vier NRW betreffenden Flussgebieten Rhein, Weser, Ems und Maas gehören.
Für die Umsetzung der Wasserrahmenrichtlinie im Teileinzugsgebiet Rur und südliche sonstige Maaszuflüsse wurde als federführende Geschäftsstelle (Projektleitung) die Bezirksregierung Köln bestimmt. Ein Meilenstein der bisherigen Umsetzung ist die vorläufige wasserwirtschaftliche Bestandsaufnahme, die als „Ergebnisbericht Rur und südliche sonstige Maaszuflüsse“ dokumentiert ist.
Im Jahr 2009 erfolgte die Öffentlichkeitsbeteiligung zum Entwurf des Bewirtschaftungsplanes und des Maßnahmenprogrammes. Im Bewirtschaftungsplan wurden die Ergebnisse der Untersuchungsprogramme, die bestehenden Gewässernutzungen und erreichbare Bewirtschaftungsziele dargestellt. Das Maßnahmenprogramm gibt den Handlungsrahmen für die notwendigen Verbesserungen in den nächsten Jahren vor.

## Geschichte

### Grenzfluss
Die Wurm bildet zwischen Herzogenrath und Übach-Palenberg den Grenzfluss zu Kerkrade und Landgraaf in den Niederlanden. Dabei ist nicht der Stromstrich oder die Flussmitte die Grenze, sondern das östliche oder rechte Wurmufer. Mithin fließt der Fluss in diesem Abschnitt auf niederländischem Staatsgebiet.
Vom Mittelalter bis zum 19. Jahrhundert bildete die Wurm im weiteren Verlauf die Grenze zwischen den damals eigenständigen Orten Geilenkirchen und Hünshoven. Sie war zudem die damalige Grenzlinie zwischen den Bistümern Köln und Lüttich.
Ebenfalls im späten Mittelalter und zur Zeit des Aachener Reiches war die Wurm im Abschnitt von den Wolfsfurter Mühlen bis zur Bardenberger Mühle Teil des äußeren Ringes des Aachener Landgrabens und im Gebiet von Bardenberg und Herzogenrath Grenzfluss zwischen den Herzogtümern Brabant (westlich der Wurm) und Jülich (östlich der Wurm). Insbesondere die Burg Wilhelmstein, aber auch Burg Rode sind diesbezüglich zumindest zeitweilig in der Funktion als Grenzbefestigungen und Zollburgen gewesen. Mit dem Westwall wurde seitens der Nationalsozialisten erneut eine Grenzbefestigung erbaut, die auch das Wurmtal berührte. So finden sich im Bereich der Wurmaue zwischen Würselen-Bardenberg bzw. -Pley und zwischen Herzogerath-Straß noch Reste der Drachenzähne (Panzersperren) sowie gesprengter Bunker und Geschützstellungen.

### Besiedlung und Bauwerke

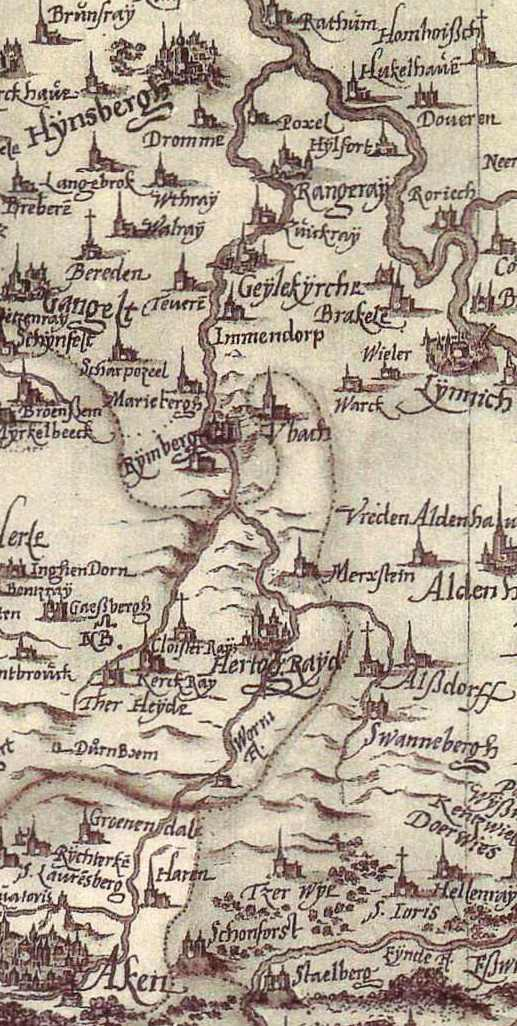
Ortschaften und Bauwerke an der Wurm um 1573

Eine erste Besiedlung des heutigen Stadtkerns Aachens erfolgte auf einer Anhöhe innerhalb des sumpfigen Aachener Beckens. Das Aachener Becken war ein feuchter Sumpf und von zahlreichen Fließen und Bächen durchzogen, darunter sicherlich mehrere Dutzend warme und heiße Quellen. Niederschläge sorgten für weiteren Wassereintrag. Der natürliche Ablauf des Beckens war der Wurmbach. Der junge Wurmbach führte vor der Besiedlung des Aachener Beckens wesentlich weniger Wasser, da es noch keine Einleitungen aus Brauch- und Abwasserwassereintrag gab, und war ein Fließ. Zu Zeiten der Kelten lag die Quelle im heutigen Burtscheid. Die Quelle war dem keltischen Gott Grannus geweiht und stellte u. a. einen unschätzbaren Wert dar! Niemals würde man den geheiligten Quellbereich der heißen Quelle verlassen, um z. B. weiter unten im Lauf des Wassers kälteres Wasser nutzen zu können. Die Quellen der Wurm wurden aber dadurch „hangauf“ verlegt, indem man kaltes Wasser (aus einem Fließ der heute angenommenen Quellregion) um- und zuleitete, um so überhaupt zu einer Nutzung kommen zu können.
Die Römer nutzen diese Gewässerkonstellation weiter und bauten Aachen als „Bad“ aus. Eine nun zunehmende Besiedlung brauchte aber trockene Flächen. Anzunehmen ist, dass dazu der Verlauf der Fließe noch an den Hängen des heutigen Stadtwaldes mehrfach verlegt wurde.
Zahlreiche Mühlen, Hammerwerke, Färbereien, Schleifereien, Tuchmanufakturen und weitere Fabriken nutzten in späteren Jahrhunderten das Wasser der Wurm und ihrer Zuläufe als Antriebskraft für ihre Mahlwerke und Maschinen. Zu diesem neuen Zweck wurde eine erneute Verlegung der Fließe vorgenommen, um das Wasser z. B. zu einer Nutzung in Mühlenteiche zu speichern.
Auch im heutigen Kreis Heinsberg zweigte man bereits um das Jahr 800 n. Chr. zwischen Nirm und Randerath einen Mühlbach ab, den man Junge Wurm (auch Jonge Worm) nannte.  Dieser Kanal führte über Randerath, Horst, Porselen, Dremmen, Hülhoven, Schafhausen durch Heinsberg bis Lieck, und trieb in seinem Verlauf insgesamt zwölf Mühlen an, bei einem Gefälle von insgesamt 26 Metern. Bei Lieck, auf Höhe der Liecker Mühle, mündete er in den Liecker Bach, auch Stadtbach genannt, und führte über Karken bis in die Niederlande. Das Bachbett lag dabei teilweise erhöht und diente so auch zum Fluten (Bewässern) der umliegenden Weiden und Äcker.
Während der schweren Bombenangriffe am 16. November 1944 auf Heinsberg (Operation Clipper, am 19. November wurde Geilenkirchen besetzt) wurde das Bachbett bei Heinsberg zerstört und angesichts der fortschreitenden Elektrifizierung der Mühlen nicht wieder aufgebaut. Der Bachlauf wurde zugeschüttet, vielfach überbaut und ist heute großteils nicht mehr erkennbar.
Aus nebenstehender Karte ist zu entnehmen, dass die Wurm im 16. Jahrhundert oberhalb von Oberbruch bei Krickelberg in die Rur mündete.
An der Wurm befinden sich zahlreiche Mühlen und andere sehenswerte Bauwerke, zum Beispiel die Hochbrücker Mühle in Aachen, die Adamsmühle, die Alte Mühle und die Pumpermühle in Würselen, die Rimburger Mühle und die Zweibrüggener Mühle in Übach-Palenberg, die Geilenkirchener Mühle und die Tripser Mühle in Geilenkirchen sowie die Porselener Mühle in Heinsberg.
Burgen und Schlösser entlang ihres Verlaufs sind die Burg Wilhelmstein in Würselen-Bardenberg, die Burg Rode in Herzogenrath, das Schloss Rimburg und das Schloss Zweibrüggen in Übach-Palenberg, das Schloss Trips, das Schloss Leerodt und das Gut Kleinsiersdorf in Geilenkirchen, das Gut Zumdahl in Kogenbroich und Haus Honsdorf in Honsdorf.

## Namensgeber
Die Wurm ist namensgebend für das ehemalige Wurmrevier, welches einen Teil des Aachener Steinkohlenreviers ausmachte.

## Galerie

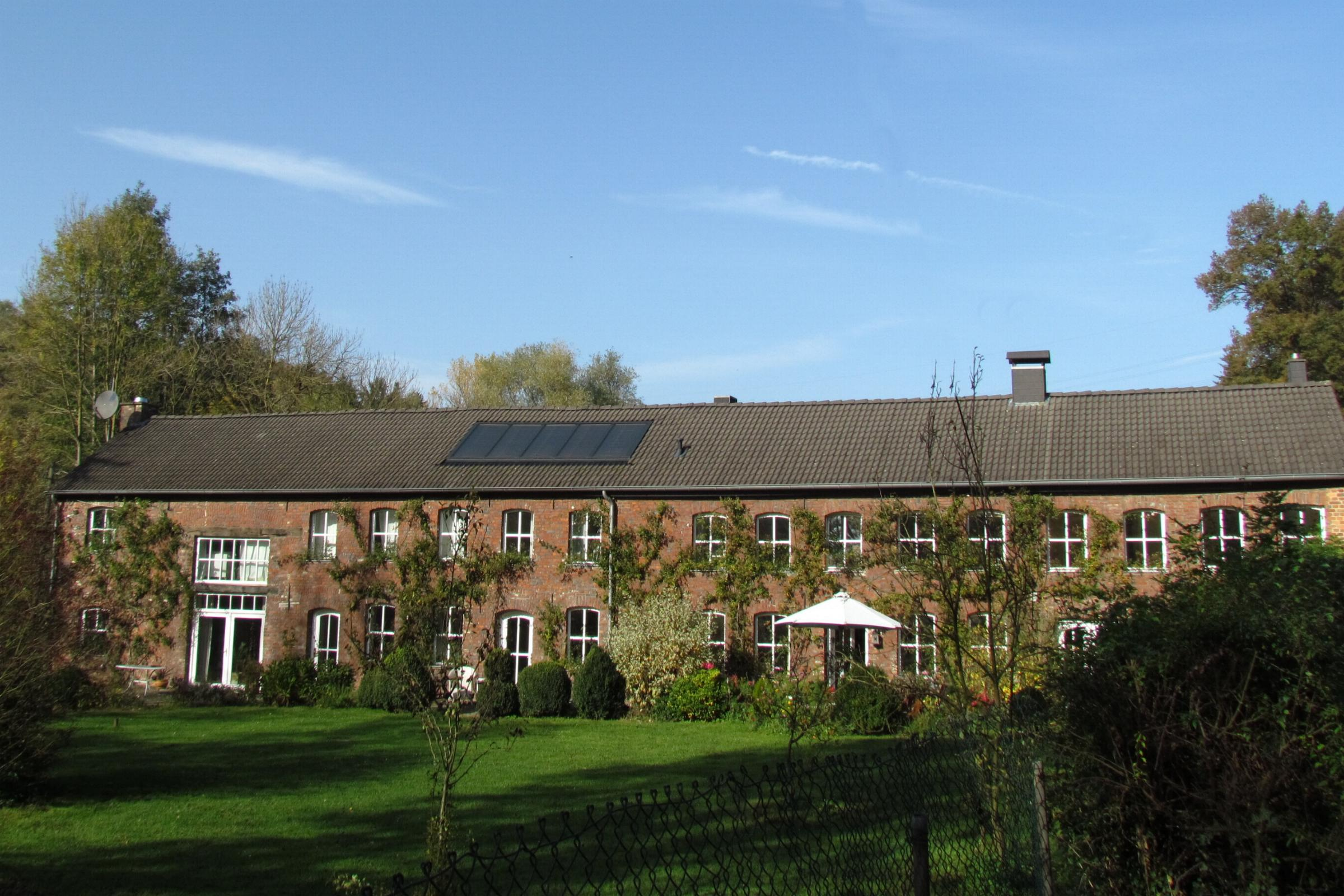
Wolfsfurter Mühle bei Würselen
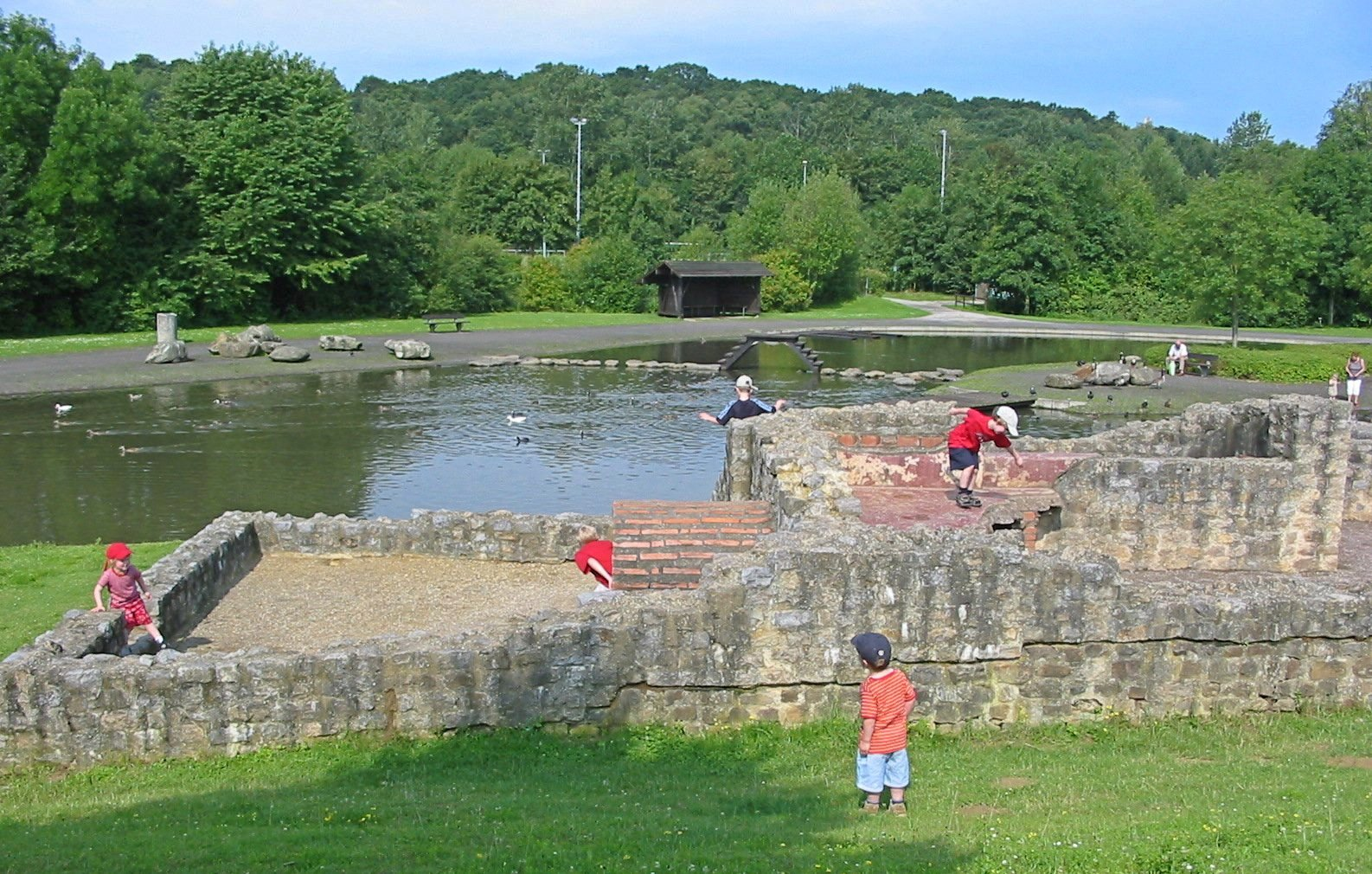
Römerbad Palenberg
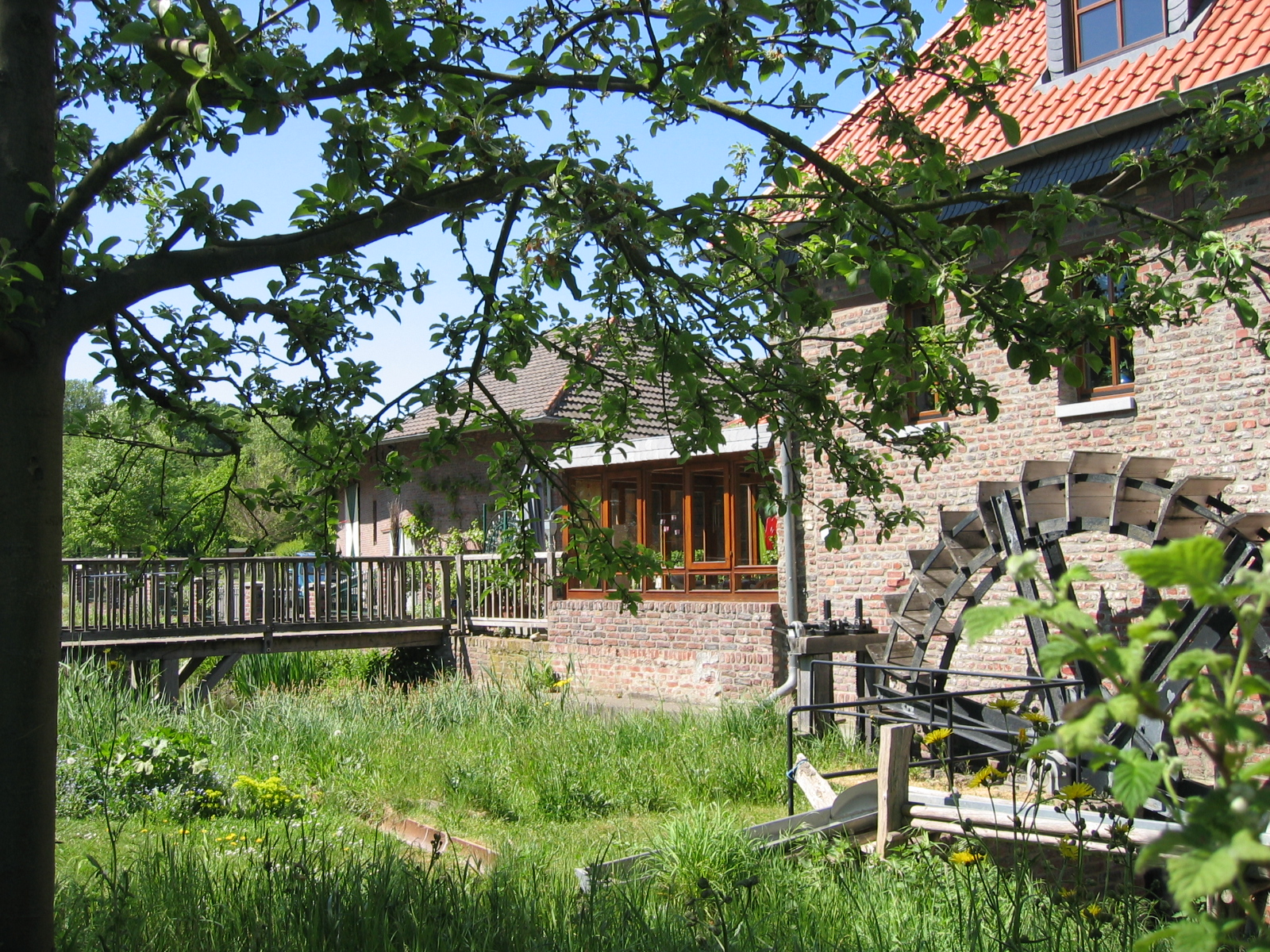
Zweibrügger Mühle
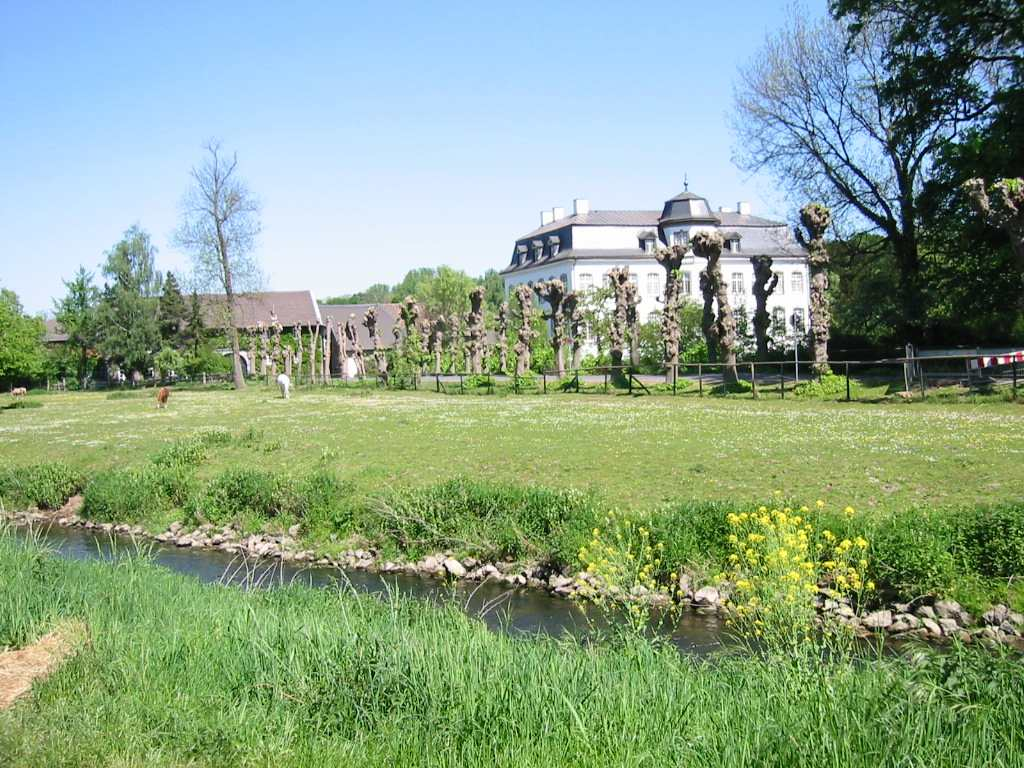
Schloss Zweibrüggen
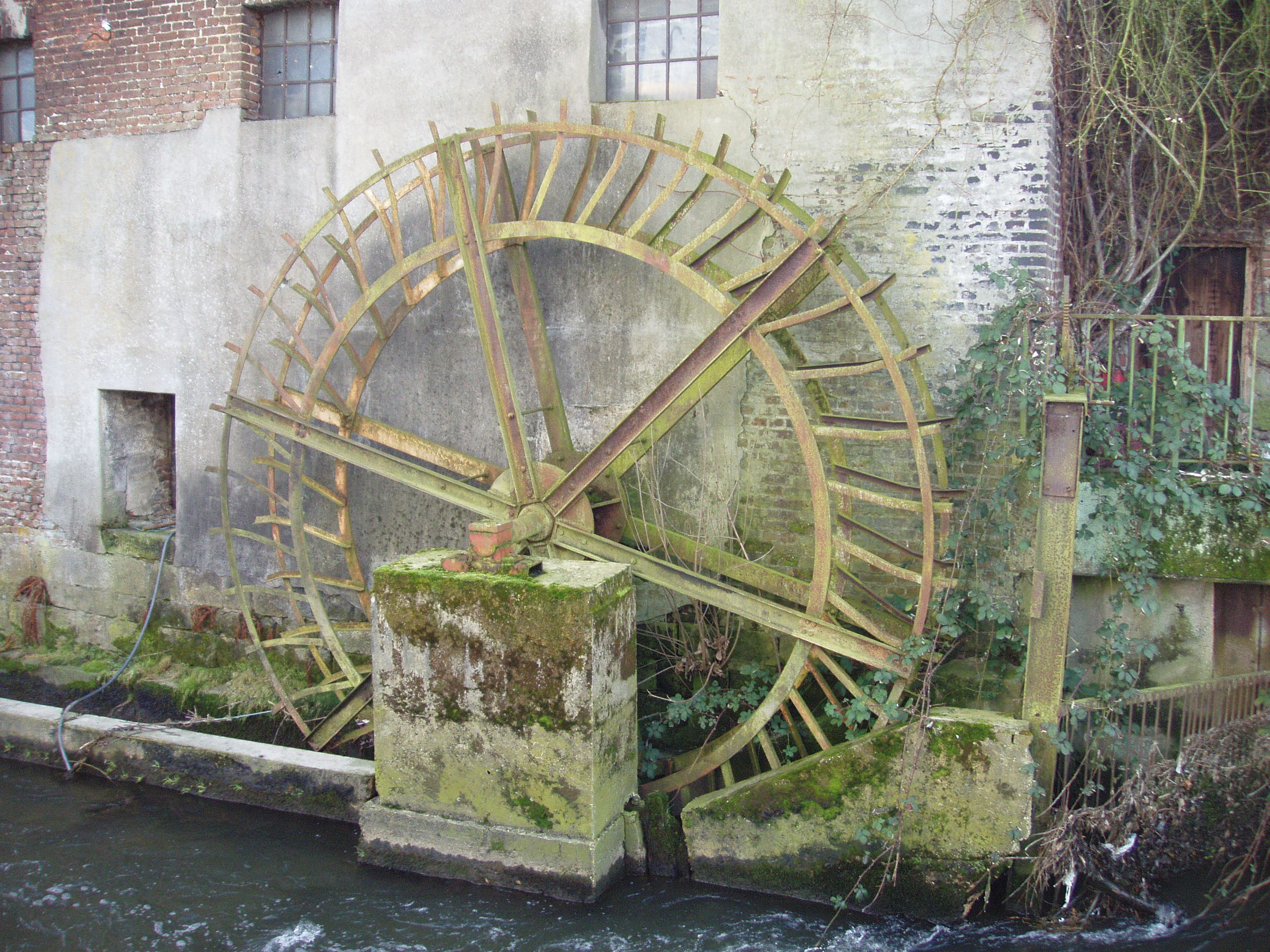
Rimburger Mühle
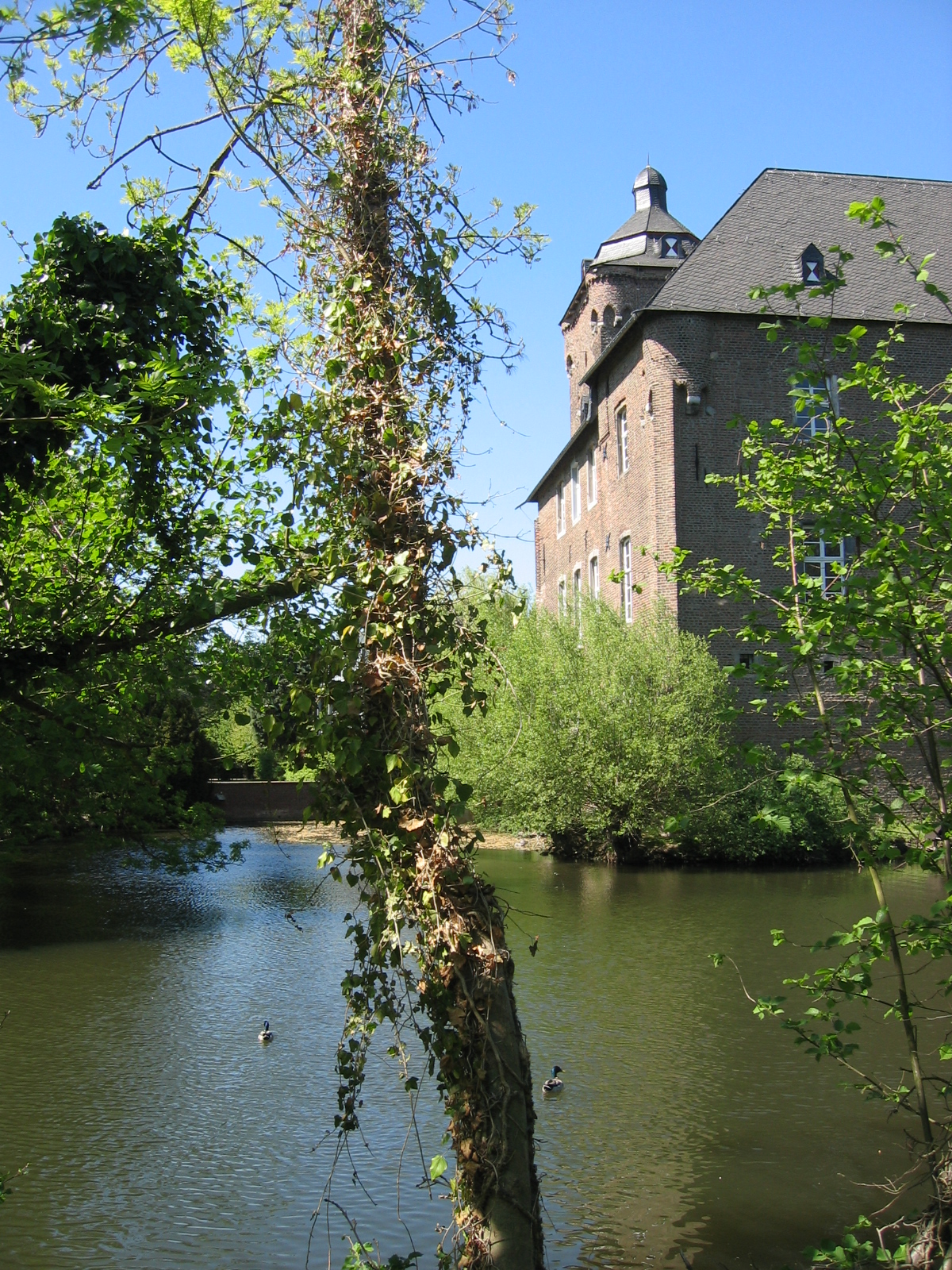
Schloss Trips